# Virginie Cueff
Virginie Cueff (Gouesnou, 18 juni 1988) is een Frans voormalig baanwielrenster die namens haar land tweemaal deelnam aan de Olympische Zomerspelen.

## Carrière
Cueff won haar eerste internationale medailles op het EK voor junioren in 2006 die plaatsvonden in Athene. Een jaar later nam ze al deel aan de Wereldkampioenschappen baanwielrennen bij de elite. Gelijk in het jaar van haar debuut, en in het daaropvolgende jaar, eindigde ze op een vierde plek in de teamsprint, samen met Sandie Clair. Later bleek dat dit de beste prestaties zouden zijn van Cueff op een WK. Bij de beloften won ze tussen 2007 en 2010 nog negen medailles op de EK. Bij de EK voor elite won ze twee medailles op de keirin.
In haar carrière won Cueff maar liefst 23 medailles op de Franse kampioenschappen baanwielrennen. Tussen 2007 en 2012 waren dit enkel zilveren en bronzen medailles. Cueff duldde flinke tegenstand van haar landgenoten Clair en Clara Sanchez die er geregeld met het goud vandoor gingen. In 2013 was het dan voor Cueff voor het eerst raak: ze won goud op de teamsprint. In 2014 en 2015 voegde ze hier nog vijf gouden en een zilveren medaille aan toe.
Op de Olympische Zomerspelen kwam Cueff tweemaal in actie; zowel in 2012 als in 2016. Bij beide edities was haar beste resultaat een zesde plaats op de teamsprint, die ze wederom beide reed met Clair. Voorafgaand aan deze Spelen maakte ze kenbaar in 2016 haar carrière af te ronden. Op moment van stoppen als professioneel baanwielrenster was Cueff 28 jaar.

## Palmares
| Jaar        | FK                                | EK                                                   | WK                                        | Overige                                                |
| Als juniore | Als juniore                       | Als juniore                                          | Als juniore                               | Als juniore                                            |
| ----------- | --------------------------------- | ---------------------------------------------------- | ----------------------------------------- | ------------------------------------------------------ |
| 2006        |                                   | scratch · scratch · 500m tijdrit                     |                                           |                                                        |
| Als belofte |                                   |                                                      |                                           |                                                        |
| 2007        |                                   | 500m tijdrit · 4e sprint · 5e keirin                 |                                           |                                                        |
| 2008        |                                   | teamsprint · 4e 500m tijdrit · 5e sprint · 7e keirin |                                           |                                                        |
| 2009        |                                   | teamsprint · 500m tijdrit · sprint · 6e keirin       |                                           |                                                        |
| 2010        |                                   | teamsprint · keirin · sprint · 500m tijdrit          |                                           |                                                        |
| Als elite   |                                   |                                                      |                                           |                                                        |
| 2007        | 500m tijdrit · sprint             |                                                      | 4e teamsprint 10e 500m tijdrit            |                                                        |
| 2008        | 500m tijdrit · scratch · sprint   |                                                      | 4e teamsprint 12e sprint 15e 500m tijdrit |                                                        |
| 2009        | sprint · 500m tijdrit             |                                                      |                                           |                                                        |
| 2010        | 500m tijdrit · scratch · sprint   |                                                      | 11e sprint 13e 500m tijdrit               |                                                        |
| 2011        | 500m tijdrit · sprint             |                                                      | 12e sprint                                |                                                        |
| 2012        | keirin · sprint · 500m tijdrit    |                                                      | 7e sprint 17e 500m tijdrit                | Olympische Spelen: 6e teamsprint 13e sprint            |
| 2013        | sprint · 500m tijdrit · 4e keirin | keirin · 4e sprint                                   | 8e sprint                                 |                                                        |
| 2014        | 500m tijdrit · keirin · sprint    | 8e sprint 5e teamsprint 10e keirin 11e sprint        |                                           |                                                        |
| 2015        | 500m tijdrit · sprint · keirin    | keirin · 4e sprint                                   | 6e 500m tijdrit 14e sprint                |                                                        |
| 2016        |                                   |                                                      | 7e teamsprint 9e sprint 10e keirin        | Olympische Spelen: 6e teamsprint 12e sprint 17e keirin |